# Amerindische talen

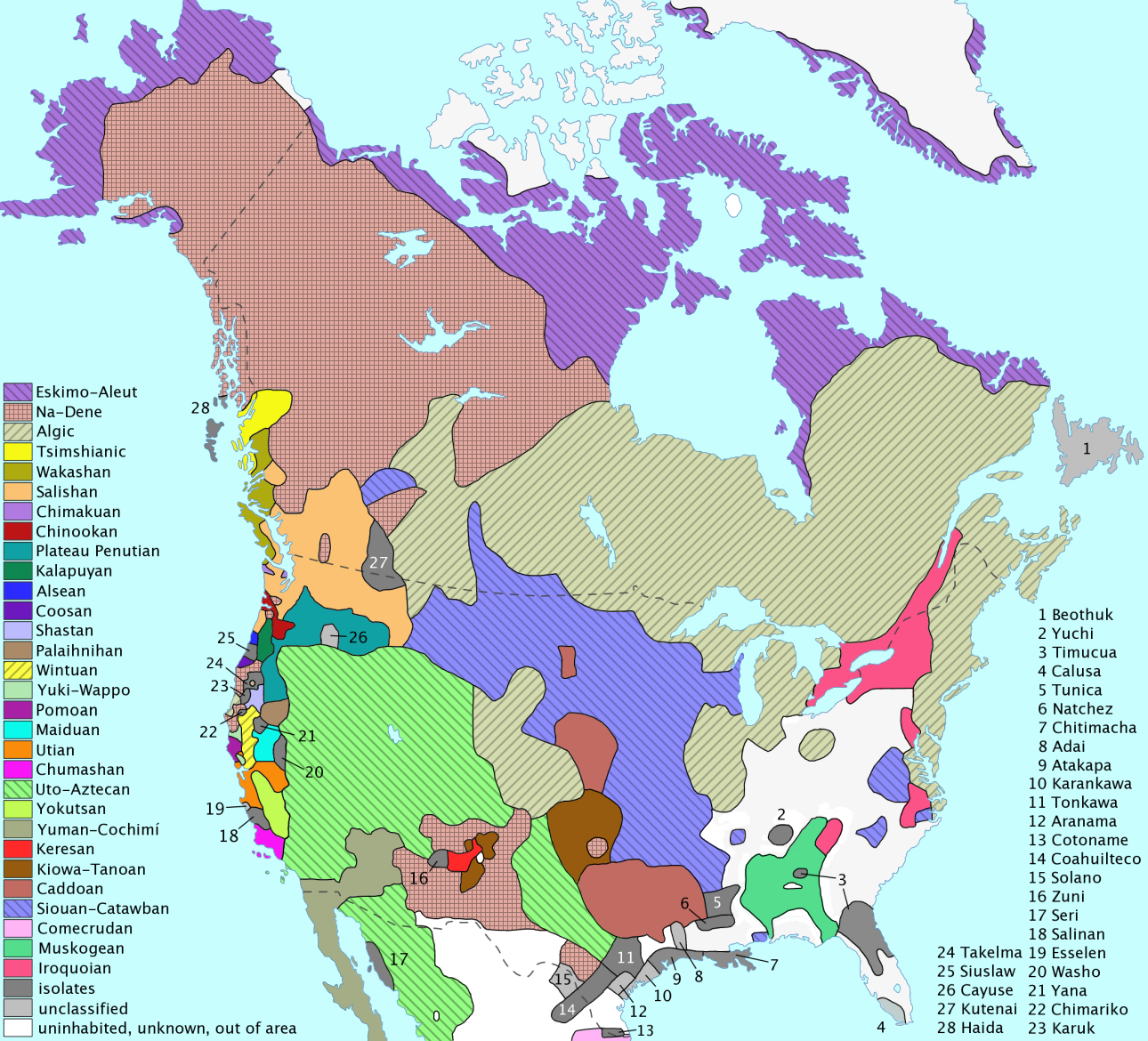
talen in Noord-Amerika. De paars gekleurde (Eskimo-Aleoetisch) en bruin gekleurde (Na-Dené) talen behoren niet tot de Amerindische talen.

De Amerindische talen zijn een superfamilie voorgesteld door de Amerikaanse taalkundige Joseph Greenberg.
Volgens Greenberg behoren alle talen van de oorspronkelijke bevolking van de beide Amerikaanse continenten tot drie grote taalfamilies. Daarvan zijn de Amerindische talen verreweg de grootste en meest verscheiden groep. Deze taalfamilie wordt door linguïsten niet algemeen aanvaard, maar hij wordt vanuit praktisch oogpunt wel vaak gebruikt.
De verscheidenheid zou daardoor verklaard worden dat de sprekers van Amerind direct afstammen van de oudste bewoners van Amerika. De meeste taalkundigen volgen Greenberg overigens niet in zijn indeling. Velen vinden de verwantschap tussen deze talen niet bewezen en dat maakt de Amerindische groep een soort vergaarbak van alle talen van de beide Amerika's die niet tot Na Dené of Eskimo-Aleoetisch behoren.
Binnen Amerind onderscheidt men een aantal taalfamilies, waarbinnen de onderlinge verwantschap vaak een stuk duidelijker is. Voorbeelden hiervan zijn:
- Andean-Equatoriale talen
- Maya-talen
- Mixe-Zoque-talen
- Uto-Azteekse talen